# Wissenschaftlicher Ausschuss für Antarktisforschung
Der Wissenschaftliche Ausschuss für Antarktisforschung (englisch Scientific Committee on Antarctic Research, kurz SCAR) ist ein Gremium des Internationalen Wissenschaftsrats (ISC) und wurde am 28. Juni 1958 gegründet.
Diese regierungsunabhängige Vereinigung koordiniert die wissenschaftlichen Aktivitäten im Gebiet der Antarktis. Sie allein entscheidet über die Errichtung von Forschungsstationen auf dem Kontinent. Der SCAR unterhält unter anderem Arbeitsgruppen der Bereiche Biologie, Geodäsie, Glaziologie, Meteorologie, Medizin, Physik der Erdatmosphäre und Ozeanographie.
Der SCAR verwaltet auch das Composite Gazetteer of Antarctica (CGA), das international verbindliche Verzeichnis geografischer Bezeichnungen in der Antarktis.
Alle zwei Jahre werden auf den SCAR-Tagungen Erfahrungen ausgetauscht und Empfehlungen für die künftige Antarktisforschung ausgesprochen.